# Liste der Monuments historiques in Lattainville
Die Liste der Monuments historiques in Lattainville führt die Monuments historiques in der französischen Gemeinde Lattainville auf.

## Liste der Objekte
| Bezeichnung | Beschreibung          | Standort                                  | Kennzeichnung | Schutzstatus | Datum | Bild |
| ----------- | --------------------- | ----------------------------------------- | ------------- | ------------ | ----- | ---- |
| Glocke      | Bronze, 1743 gegossen | in der Kirche St-Germain d’Auxerre (Lage) | PM60000961    | Classé       | 1912  |      |